# 廣德 (楊起隆)
廣德（1673年十二月）为中国清朝时期反清领袖杨起隆的年号，原預定於康熙十二年（1673年）十二月二十三日五更在北京起事，但消息泄漏，在二十一日晚上提前舉事，被清軍鎮壓，共擒獲賊數百人。楊起隆當晚逃去。七年以後，在陜西鳳翔被捕，送往北京處決。

## 公元纪年对照
| 廣德 | 元年   |
| ---- | ------ |
| 公元 | 1673年 |
| 干支 | 癸丑   |

## 同期存在的其他政权年号
- 中國
  - 康熙（1662年－1722年）：清朝—康熙帝玄烨之年号
  - 永曆（1647年－1683年）：南明—永历帝朱由榔、明郑之年号
- 越南
  - 陽德（1672年－1674年）：后黎朝—嘉宗黎维禬之年号
- 日本
  - 寬文（1661年－1673年）：後西天皇、靈元天皇之年号
  - 延寶（1673年－1681年）：灵元天皇之年号

## 參看
- 中國年號索引
- 其他时期使用的廣德年号